# Счастливая улица (Санкт-Петербург)
Счастли́вая улица — улица в Кировском районе Санкт-Петербурга, проходит от бульвара Новаторов до проспекта Народного Ополчения.

## История
Изначально Счастливая улица возникла в начале XX века в одной из пригородных местностей Санкт-Петербурга (на тот момент) — Автово, недалеко от современной Комсомольской площади. Название, вероятно, возникло как эмоциональное выражение состояния владельцев домов, построенных в этом месте одним из первых Обществ собственников жилищ.
16 января 1964 года Счастливая улица в районе Автово была упразднена, и одновременно это название получил новый проезд в Дачном. В решении было указано, что улица получила своё название по прежней Счастливой улице, «снесенной при подготовке к обороне Петрограда в 1919 г.», хотя прежняя Счастливая улица в действительности формально существовала ещё сорок пять лет.

## Внешний вид
В настоящее время Счастливая улица представляет собой небольшой по протяжённости, но широкий бульвар, южная часть которого занята автобусным кольцом «Счастливая улица».

## Транспорт
1. Метрополитен: станции «Ленинский проспект», «Проспект Ветеранов»
2. Автобусы:

- № 18 (улица Стойкости — завод «Северная верфь»)
- № 68 (Счастливая улица — ЛЭМЗ)
- № 73 (Счастливая улица — площадь Стачек)
- № 81 (Счастливая улица — Торики)
- № 103 (станция метро «Ленинский проспект» — ж/д станция «Старый Петергоф»)
- № 114 (Счастливая улица — станция метро «Елизаровская»)
- № 142 (Счастливая улица — улица Доблести)
- № 160 (Счастливая улица — микрорайон «Балтийская Жемчужина»)
- № 162 (Счастливая улица — Стрельна, «Нойдорф»)
- № 195 (Счастливая улица — Южное кладбище)
- № 256 (станция метро «Купчино» — проспект Маршала Жукова)

## Пересекает следующие улицы и проспекты
1. бульвар Новаторов
2. проспект Народного Ополчения